# 青森トライアル
株式会社青森トライアル（あおもりトライアル）は、福岡県福岡市に本社を置き、青森県においてスーパーマーケットを展開している企業。トライアルホールディングスの100%子会社。経営破綻した佐藤長の事業の一部を譲受する受け皿として設立された。

## 概要
青森県津軽地方を地盤としていた佐藤長が、相次ぐ設備投資による金融債務の拡大で経営が悪化した。これに追い打ちをかけるかのように、元社長による職業安定法違反で元社長と反社会的勢力との関係が取り沙汰されたことで取引先や金融機関からの信用が失墜。佐藤長は新規融資を受けられなくなり、2023年6月26日に青森地方裁判所弘前支部へ民事再生法適用を申請した。
トライアルホールディングスは、2023年9月4日に佐藤長とヱスヱス商事が手掛けている事業の一部を譲受する受け皿会社として株式会社青森トライアルを設立。青森トライアルの本社はトライアルホールディングスと同じ福岡市東区に置かれる。
トライアルホールディングスと佐藤長は2023年9月20日、佐藤長とヱスヱス商事が運営している24店舗中18店舗並びに魚三に係わる棚卸資産および有形固定資産を含む資産の⼀部などを、同年10月23日付で青森トライアルへ譲渡する契約を締結。同年10月16日に青森地方裁判所弘前支部から事業譲渡の許可を受けた。一部の従業員も青森トライアルへ再雇用される。
青森トライアルは2023年10月23日付で、佐藤長とヱスヱス商事から18店舗並びに魚三に係わる棚卸資産および有形固定資産を含む資産の⼀部を譲受した。翌10月24日に金木店と平川尾上店の2店舗がトライアルの店舗として開業したのを皮切りに、残る16店舗も順次改装の上でオープンされた。弘前市にある旧：佐藤長本部も譲受したが、青森トライアルの本部機能の設置場所に関しては現時点では未定としている。但し、従前より青森県内に出店しているスーパーセンター3店舗（八戸店、十和田店、おいらせ店）は従来通りトライアルカンパニーが運営する。
トライアルホールディングスは金木店と平川尾上店の開店当日、「地域のインフラとして重要であり、早期再開を最重要課題として考えた」「とにかくお客さまに買い物場所を提供し、地域のインフラとして貢献したい」「お客さまに支持されている地元の商品は、最大限仕入れたい」などとコメントした他、トライアルグループの店舗がない青森市への出店も視野に入れている事も示唆した。
トライアルグループは、佐藤長の事業を譲受する事により、東北地方における更なる基盤強化を図る。

## 沿革
- 2023年
  - 9月4日 - 設立。
  - 10月23日 - 佐藤長とヱスヱス商事から18店舗並びに魚三に係わる棚卸資産および有形固定資産を含む資産の⼀部を譲受。
  - 10月24日 - 金木店と平川尾上店（尾上店から店舗名も変更）の2店舗を「トライアル」へ屋号変更の上で再開業し、事業を開始。
  - 12月1日 - 譲受後に改装が行われていたむつ新町店が食料品を中心とした小型業態の「TRIAL smart（トライアルスマート）」へ屋号変更し、リニューアルオープン。看板類を含めた「TRIAL」ロゴへの切り替えを経てのリニューアルオープンは初となる[15]。
  - 12月8日 - 譲受後に改装が行われていた浪岡店が小型業態の「トライアルGO」へ屋号変更され、リニューアルオープン[16]。
  - 12月15日 - 譲受後に改装が行われていた常盤店が小型業態の「トライアルGO」へ屋号変更され、リニューアルオープン。これにより、譲り受けた店舗全てを「トライアル」として営業再開を完了した。

## 店舗

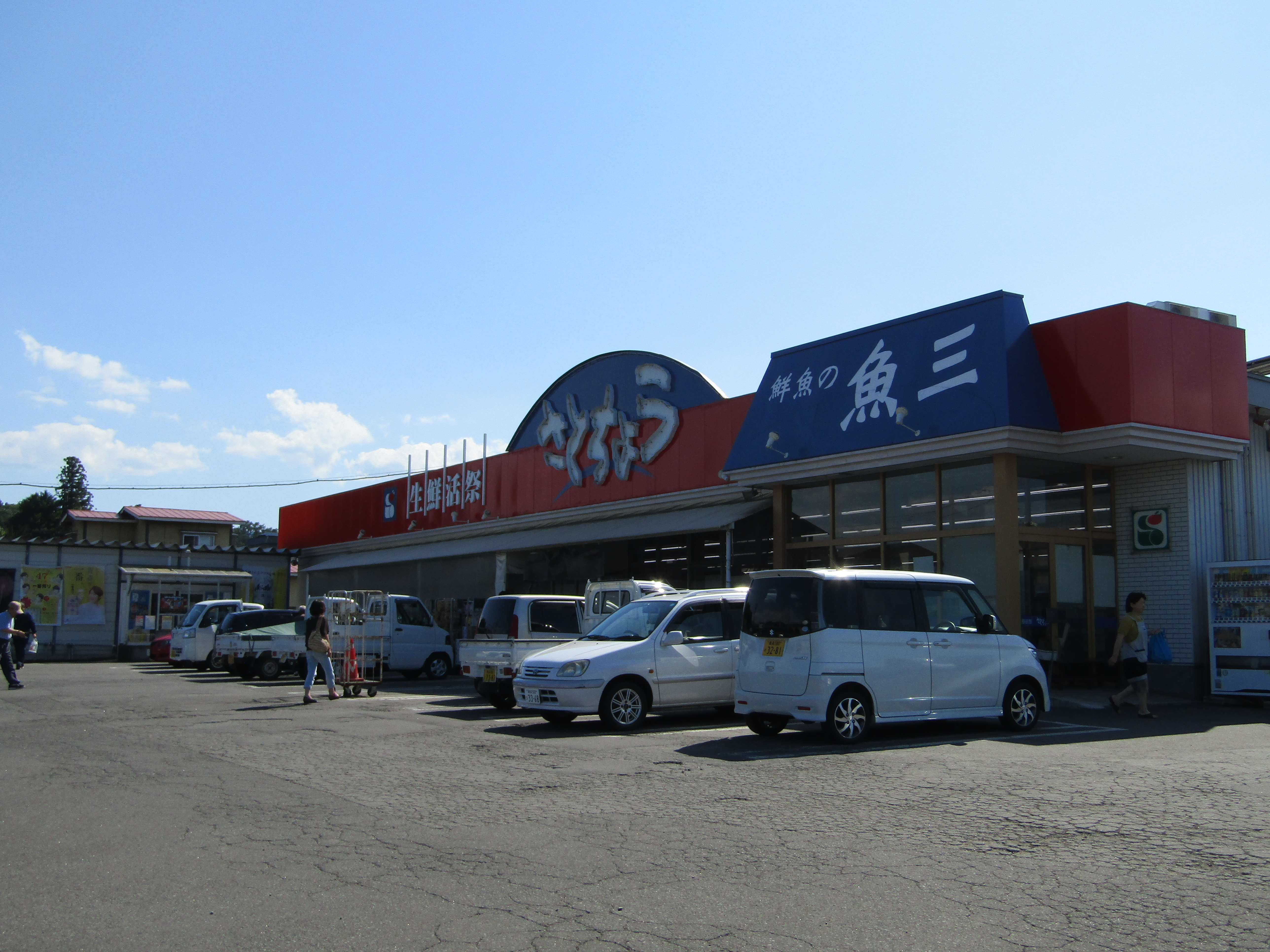
相馬店（弘前市）※2016年撮影
2025年6月時点で看板類は「TRIAL」へ改修済

詳細はトライアル店舗検索（青森県）を参照。
前述の通り佐藤長とヱスヱス商事から18店舗を譲受し、2023年10月24日から同年12月15日までに改装の上で順次再オープンされた。店舗名は原則旧さとちょうからそのまま継承されているが、一部の店舗は店舗名も変更されており、尾上店は熊本県熊本市東区のスーパーセンターに同音の店舗名（ただし、表記は尾ノ上店）が当時開店予定（2024年2月に開店）だったため平川尾上店に、新宮店は既に福岡県糟屋郡のメガセンターに同じ店舗名が存在しているため五所川原新宮店にそれぞれ変更された。
なお、再オープンした店舗については必要最低限の改修に留めたため、店舗の看板は「さとちょう」のままで再オープンしていたが、smartむつ新町店、GO浪岡店、GO常盤店については全面改装が行われ、スマートむつ新町店は青を基調とした「TRIAL smart」のロゴが掲げられた。その後、既存店舗についても看板類の改修により「TRIAL」へ更新されたが、店舗によりカラーリングが異なっており、平賀店と五所川原新宮店は「トライアル」の既存店舗に準じた青基調、浜の町店は青基調をベースに白と緑のラインを配した外観、それ以外の店舗は緑基調に黄のラインを配し、「TRIAL」ロゴを白背景の青文字とした外観となる。